# Alexandergracht (schip, 1991)
De Alexandergracht is een vrachtschip van bevrachtingskantoor Spliethoff. De thuishaven van dit schip is Amsterdam. Op dit schip staan 3 kranen die elk 40 ton kunnen hijsen. Het schip is in 1990 te water gelaten.